# 新兵訓練

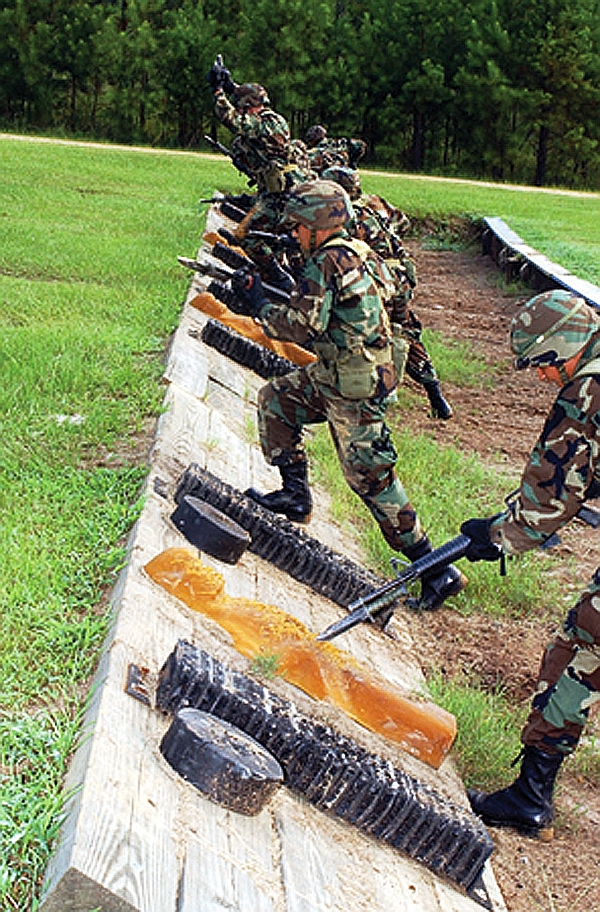
2004年3月，正在班寧堡接受刺槍術訓練的美國陸軍新兵。

新兵訓練（英語：Recruit training），或稱「基本訓練」（Basic Training），口語化的稱呼為「新兵訓練營」（boot camp），簡稱新訓。是指針對新入營的平民實施最初級的軍事訓練課程，以期將之灌輸為軍人。而軍官或士官「學生」（前者稱為「學官」，後者稱為「學兵」）可能會被額外要求學習更多的課程。新兵训练伴随着身体和心理密集发展的过程，在新兵訓練期間，教育班長會千方百計地想要將新兵或學生的生理與心理催逼到極限。这个训练过程已经日渐专业化，它根据军事就业的需求重新社会化了其科目，使之满足国家的需求。
由於各國兵役制度不盡相同，如志願役與義務役等，所以新兵訓練的內容與強度也有所差異，且隨著時代演進而變化。大抵而言，新兵訓練的課程內容包括有體能訓練、軍人禮儀、軍事口令、基本槍法、軍事符號（Military Symbols）的辨識、武器基本保養、基本急救技術等。海軍新兵的額外訓練主要與水有關，如游泳和水中逃生等。每個新兵在新兵訓練期間都會分配到如身分證號碼的「兵籍號碼」或「識別號碼」，並在食衣住行間學習適應團體生活。